# Distretto di Zana Khan
Il distretto di Zana Khan è un distretto dell'Afghanistan appartenente alla provincia di Ghazni. Viene stimata una popolazione di 6 343 abitanti (stima 2016-17).